# N43°
『TEAM NACS FILMS「N43°」』（チーム ナックス フィルムス「エヌ43°」）は、TEAM NACSのメンバーである、森崎博之・安田顕・戸次重幸・大泉洋・音尾琢真の5人それぞれが監督・脚本を担当し、制作された5話のオムニバス形式のショートムービー。

## 概要
2008年11月に行われ、25,000人を動員した全国9都市（仙台、新潟、浜松、名古屋、札幌、大阪、広島、福岡、東京）をまわる上映ツアー用の作品として制作された。その後、2009年2月21日から札幌シネマフロンティア、シネ・リーブル池袋、シネ・リーブル梅田などにて劇場公開された。9月25日にDVDがリリースされた。
キーワードはTEAM NACSの故郷の「北海道」。

## 作詳細
役名はDVDエンディングによる。

### 頑張れ！鹿子ブルブルズ！
- 概要：TEAM NACSの5人が唯一勢揃いした作品。
- 監督・脚本：大泉洋（TEAM NACS）
- 出演
  - 佐藤重幸：戸次重幸（TEAM NACS）
  - 森崎博之：森崎博之（TEAM NACS）
  - 安田顕：安田顕（TEAM NACS）
  - 大泉洋：大泉洋（TEAM NACS）
  - 音尾琢真：音尾琢真（TEAM NACS）
  - ほか

### 神居のじいちゃん
- 概要：旭川市の神居古潭を舞台としている。
- 監督・脚本：音尾琢真（TEAM NACS）
- 出演
  - 高野由美：平田薫
  - 木戸川ひなた：大野百花
  - 木戸川和夫：森崎博之（TEAM NACS）
  - 高野俊一：大森俊治
  - 高野春江：滝野洋子
  - 高野勝次：夏八木勲

### 部屋クリーン
- 概要：実写と2Dアニメーションの合成作品。
- 監督・脚本：戸次重幸（TEAM NACS）
- 出演
  - 散らかしさん：音尾琢真（TEAM NACS）
  - 片付けさん：戸次重幸（TEAM NACS）

### ヤスダッタ3D
- 概要：キャストは全員「安田」姓で揃えている。
- 監督・脚本：安田顕（TEAM NACS）
- 出演
  - ヤスダッタ、安田隊長、ヤスダッタ教授：安田顕（TEAM NACS）
  - 安田房子：安田こずえ
  - 安田靖子：安田唯乃
  - 隊員：安田大サーカス（団長、クロちゃん、HIRO）
  - 教授の通訳：安田和博（デンジャラス）
  - ニュースレポーター：安田弘史[注釈 1]
  - ほか

### AFTER
- 概要：2058年にTEAM NACSが復活し、道新ホールで「改FEVER」を上演するという内容。
- 監督・脚本：森崎博之（TEAM NACS）
- 出演
  - カリー軒三代目店主・福屋憲常：大泉洋（TEAM NACS）
  - 老人森崎：秋元博行
  - 老人安田：坂見猪兵衛
  - 老人シゲ：斉藤冨夫
  - 老人大泉：小山博
  - 老人音尾：畠山直隆
  - キャンギャル：田野アサミ
  - レポーター：北川久仁子
  - 常連客：藤尾仁志、河野真也（オクラホマ）
  - 銭湯番台のおばあちゃん：小橋亜樹
  - 道新ホールの老婆：大下宗吾
  - 看護師：松田沙紀
  - モリコ：森崎博之（TEAM NACS）
  - 営業部長：鈴井貴之
  - ほか

## スタッフ
- 脚本・監督：森崎博之、安田顕、戸次重幸、大泉洋、音尾琢真（TEAM NACS）
- 製作：鈴井貴之、畠中達郎
- エグゼクティブプロデューサー：鈴井亜由美、市毛るみ子
- プロデューサー：荒木宏幸、作田仁
- プロデュース：森谷雄
- 音楽：本間昭光
- ラインプロデューサー：須永裕之
- 撮影：瀬川龍
- 照明：原由巳
- 録音：永口靖
- 美術：中原芳雄
- 装飾：七尾出
- 特殊メイク・造形：吉田ひでお
- 作画デザイン：豊島広大
- 助監督：武居正能
- 編集：栗谷川純
- スクリプター：松村陽子
- スタイリスト：小松江里子
- メイク：諸橋みゆき
- スチール：星野麻美
- 制作担当：松野拓行
- ロケーション・コーディネイト：松倉和哉
- アシスタントプロデューサー：村部吉宣、依田剛大
- 協賛：ローソン・エンタメポスト
- 後援：ANA
- 制作：アットムービー・クリエイティヴ
- 製作・配給：クリエイティブオフィスキュー、アミューズ[5]

## DVD
2009年9月25日発売。発売元はアミューズソフトエンタテインメント。販売元はCREATIVE OFFICE CUEとアミューズ。